# Samuel Wallner

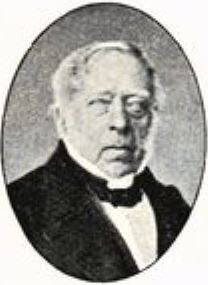
Samuel Wallner.

Samuel Wallner, född 4 juli 1778 i Viksta socken, Uppsala län, död 12 februari 1865, var en svensk kirurg.
Wallner blev student vid Uppsala universitet 1797, medicine kandidat 1801, medicine licentiat 1804, medicine doktor samma år på avhandlingen Remedia epispastica, quæ consensu experient med Carl Peter Thunberg som preses och kirurgie magister 1805. Han var stadskirurg i Hudiksvall 1805–1862 och tillika lasarettsläkare där.